# Catorze Paraules

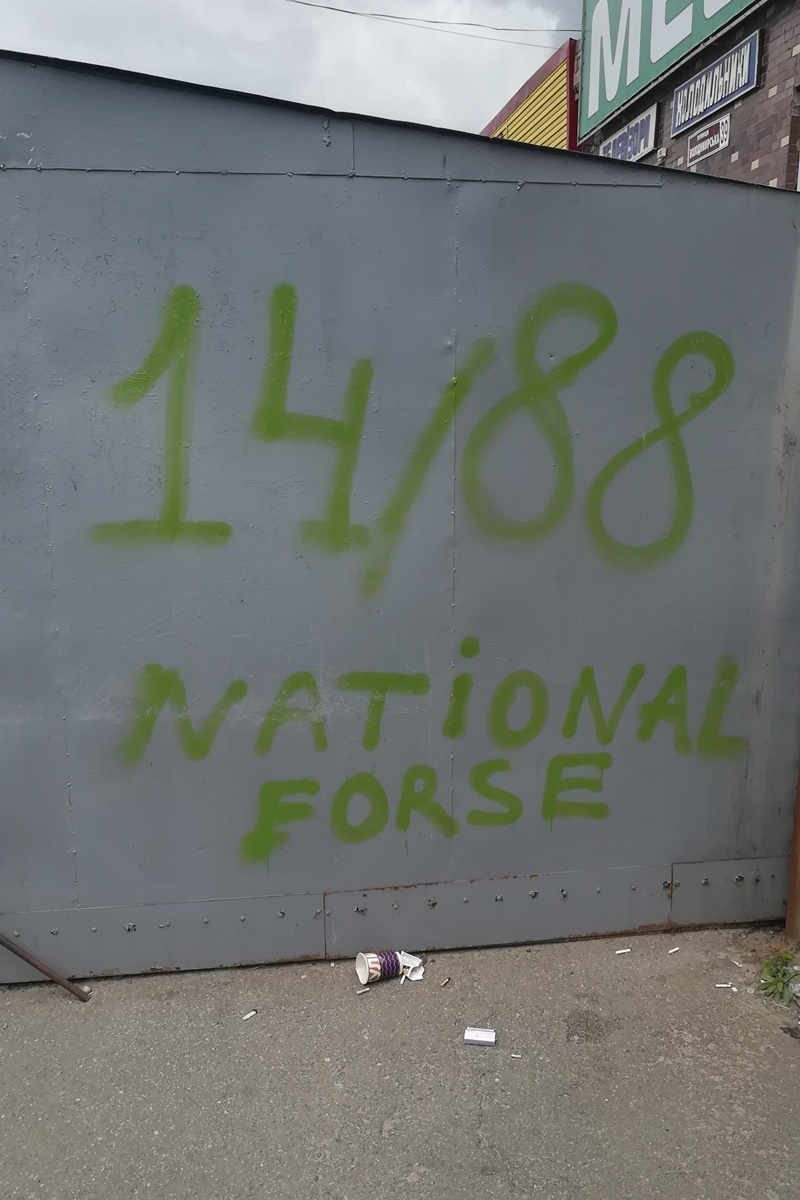
Grafiti amb el lema "14/88 NATIONAL FORSE" a Vasylkiv, província de Kíev, Ucraïna.

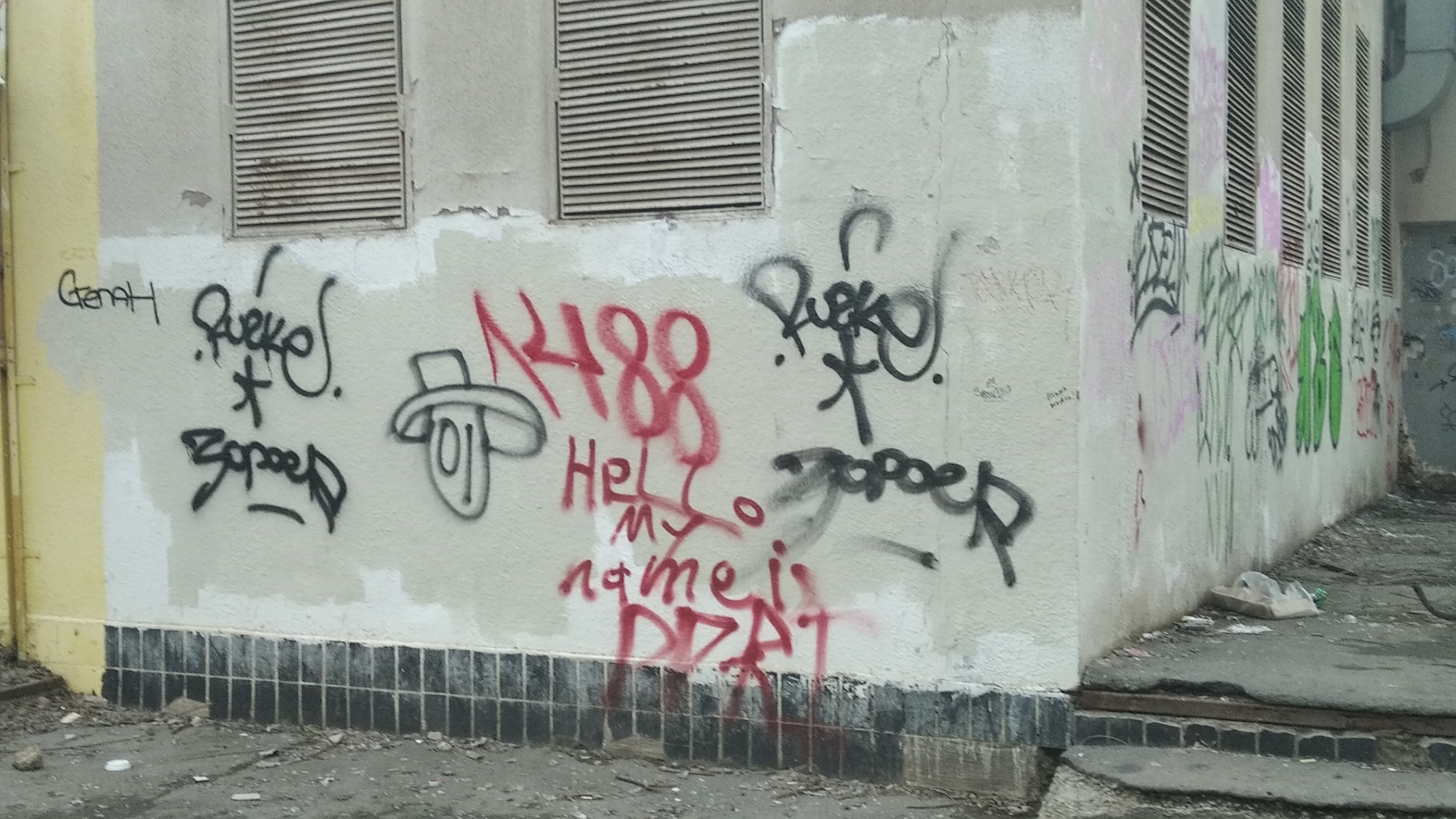
Grafiti amb 1488 i un missatge obscur en una paret a Volzhsky, Província de Volgograd, Rússia.

Les Catorze Paraules (també abreujat 14 o 1488) és una referència a dos eslògans ideats per David Eden Lane, un dels nou membres fundadors de la desapareguda organització terrorista supremacista blanca The Order, sovint acompanyats dels "88 Preceptes" de David Lane. Els eslògans han servit com a crit d'unió entre nacionalistes blancs militants a escala internacional.
L'eslògan principal de les catorze paraules és:
| «            | (anglès) We must secure the existence of our people and a future for white children. | (català) Hem d'assegurar l'existència del nostre poble i un futur per la infància blanc. | » |
| — David Lane |                                                                                      |                                                                                          |   |

Seguit de l'eslògan secundari:
| «            | (anglès) Because the beauty of the White Aryan woman must not perish from the Earth. | (català) Perquè la bellesa de la dona ària blanca no ha de desaparèixer de la Terra. | » |
| — David lane |                                                                                      |                                                                                      |   |

Els dos eslògans es van encunyar abans que Lane fos condemnat a 190 anys de presó federal per planificar i complir l'assassinat del presentador de tertúlies jueu Alan Berg, que va ser assassinat per un altre membre del grup The Order el juny de 1984. Llavors es van popularitzar molt després de l'empresonament de Lane. Els eslògans es van donar a conèixer a través de l'empresa d'impressió 14 Word Press, fundada a St. Maries, Idaho, el 1995 per l'esposa de Lane, Katja, per difondre els escrits del seu marit, juntament amb Ron McVan que més tard va traslladar la seva base d'operacions a Butte, Montana, després d'una baralla amb Katja.
Lane va utilitzar àmpliament la codificació numèrica 14-88 al llarg dels seus tractats espirituals, polítics, religiosos, esotèrics i filosòfics i sobretot en el seu manifest "88 Preceptes". Segons el Southern Poverty Law Center, la inspiració per a les Catorze Paraules "es deriva d'un passatge del llibre autobiogràfic Mein Kampf d'⁣Adolf Hitler⁣". Les catorze paraules han estat utilitzades de manera destacada pels neonazis, els skinheads del poder blanc i certs nacionalistes blancs i la dreta alternativa. A més, "88" és utilitzat per alguns com a abreviatura de "Heil Hitler", ja que la "H" és la vuitena lletra de l'alfabet, encara que Lane considerava el nazisme juntament amb Amèrica com a part de la "conspiració sionista".
La ideologia de Lane era antiamericana, separatista blanca i insurreccional⁣; va considerar que la lleialtat als Estats Units era una "traïció racial" i va mantenir l'acrònim "La nostra raça és la nostra nació" (en anglès "Our Race Is Our Nation" o abreujat com "ORION"), considerant que els Estats Units cometien un genocidi contra els blancs a més de voler fundar Nou Ordre Mundial per acabar culminant la fita d'un govern sionista global.
En oposar-se amargament a la contínua existència dels Estats Units com a entitat política, i titllant-lo d'"assassí de la raça blanca", Lane va defensar encara més el "terrorisme domèstic" com una eina per assolir una "pàtria blanca" a la zona dels Estats Muntanyosos. Amb aquesta finalitat, Lane va emetre una declaració anomenada "Autoritat Moral" publicada a través de l'ara desapareguda 14 Word Press i compartida a través de les publicacions d'⁣Arian Nations, World Church of the Creator i altres grups separatistes blancs, referint-se als Estats Units com a "Màquina d'assassinat massiu itinerant vermella, blanca i blava", mentre afirmava que "la veritable autoritat moral pertany als qui resisteixen el genocidi".

## Parafraseig
Després de la publicació de Lane de les Catorze paraules, aquestes van ser adoptades per supremacistes blancs i neonazis, nacionalistes blancs, identitaris i membres de l'⁣extrema dreta i la dreta alternativa. També sorgí una variant més utilitzada que seria "Hem d'assegurar l'existència del nostre poble i un futur per als nens blancs"; una variació menys utilitzada també va ser "Perquè la bellesa de la dona ària blanca no ha de morir a la terra". De vegades es combinen amb el número 88 per formar les abreviatures "14/88" o "1488". Els 8 representen la vuitena lletra de l'alfabet, H, amb "HH" que significa Heil Hitler, segons els neonazis que utilitzen el codi. El número 88 va ser utilitzat per Lane com a referència als seus "88 Preceptes", juntament amb una referència secundària a les seves "14 paraules", quan es combina amb "14", i es referia a la numerologia de la religió neopagana supremacista blanca de Lane, junt amb el wotanisme.
L'eslògan s'ha utilitzat en actes de terrorisme i violència de la supremacia blanca. Va ser fonamental per al simbolisme del complot d'assassinat de Barack Obama de 2008, que pretenia matar 88 afroamericans, inclòs el futur president Barack Obama (en aquell moment el candidat del Partit Demòcrata), 14 dels quals havien de ser decapitat. L'eskinhead Curtis Allgier es va tatuar visiblement les paraules al seu cos després d'⁣assassinar l'oficial de correccions Stephen Anderson, i el tiroteig de l'església de Charleston inspirat en la guerra de Dylann Roof va ser influenciat per l'eslògan, així com el tiroteig a la sinagoga de Pittsburgh de Robert Bowers i el tiroteig de Brenton Tarrant a la mesquita de Christchurch.

## Orígens
S'ha assenyalat una gran semblança entre la primera definició de l'eslògan i una declaració del Mein Kampf d'⁣Adolf Hitler, però no ho va assenyalar Lane, ni tampoc ho va assenyalar Fourteen Word Press. Estudiosos com Barry Balleck han afirmat que Lane va ser gairebé segurament influenciat per Hitler, concretament per la següent declaració a Mein Kampf:
| «                                             | (anglès) What we must fight for is to safeguard the existence and reproduction of our race and our people, the sustenance of our children and the purity of our blood, the freedom and independence of the fatherland, so that our people may mature for the fulfillment of the mission allotted it by the creator of the universe. Every thought and every idea, every doctrine and all knowledge, must serve this purpose. And everything must be examined from this point of view and used or rejected according to its utility. | (català) El que hem de lluitar és salvaguardar l'existència i la reproducció de la nostra raça i del nostre poble, el sosteniment dels nostres fills i la puresa de la nostra sang, la llibertat i la independència de la pàtria, perquè el nostre poble maduri per al compliment de la missió que li va assignar el creador de l'univers. Cada pensament i cada idea, cada doctrina i tot coneixement han de servir a aquest propòsit. I tot s'ha d'examinar des d'aquest punt de vista i utilitzar-lo o rebutjar-lo segons la seva utilitat. | » |
| — Adolf Hitler, Mein Kampf, Vol. I, Chapter 8 | | |   |

Segons l'estudiós Mattias Gardell, David Lane va descodificar una cosa que va anomenar la "profecia de la piràmide", que incloïa el concepte que la versió King James de la Bíblia va ser codificada per Sir Francis Bacon i el concepte que Lane tenia com "l'home de la Bíblia". era una profecia que es descriu com el "666 Sun Man" encarnat per "advertir i salvar la raça ària blanca de gairebé la seva extinció", una visió que va ser censurada per Ron McVan i altres que van trobar que les afirmacions de l'"anticrist messiànic" eren contraproduents.
El llibre de Gardell Gods of the Blood diu "El número 1776 apareix al quadrat numèric de Mart en el qual es troba l'⁣estrella de David i la seva fórmula 741, sent 741 també el valor de les 14 paraules en guematria simple anglesa⁣". Lane va afirmar que els dos eslògans de 14 paraules li van arribar mentre dormia, i també va afirmar que cada eslògan contenia 61 lletres, 20 síl·labes i 74 caràcters juntament amb el valor 741.

## Defensors

### Regne Unit
- Nick Griffin, un polític britànic, antic líder del Partit Nacional Britànic i eurodiputat, ha afirmat que la seva ideologia política es pot resumir en les 14 paraules.[27] Ha reivindicat "tot el que faig està relacionat amb la construcció d'un moviment nacionalista a través del qual […] es puguin dur a terme aquestes 14 paraules".[28]
- Colin Jordan (1923–2009), una figura destacada del neonazisme de la postguerra a la Gran Bretanya i partidari de les 14 Paraules; va contribuir al llibre de Lane Deceived, Damned & Defiant.[29]
- Millennial Woes, un activista polític neoreaccionari de la dreta alternativ escocesa i una personalitat de YouTube, donà suport a l'eslògan i el 2017, va afirmar que les "14 paraules solien ser més controvertides del que ho són avui dia".[30] Faith Goldy ha afirmat que l'havia animat a recitar l'eslògan durant una entrevista.[31]
- John Tyndall (1934–2005) va ser un activista polític feixista britànic que va donar suport a les 14 Paraules juntament amb el seu partit, el Front Nacional,[32] del qual va ser president de 1972 a 1974.[33]

### Estats Units
- Andrew Anglin, un supremacista blanc nord-americà fundador del lloc web The Daily Stormer, ha usat referències freqüents i ha donat suport a l'eslogan,[34] a més de declarar que, "Ens importa no no pels nostres egos i vides. Ens importa per l'agenda política la qual és: Hem d'assegurar l'existència de la nostra gent i un futur per la infància blanca."[35]
- Baked Alaska, una personalitat nord-americana d'alt-dreta/extrema dreta de les xarxes socials, donà suport a les paraules,[36] però no donà suport al seu creador, i ha afirmat que no hi ha "res dolent" amb l'eslògan. Allunyant-se del seu creador, va afirmar: "Només perquè altres l'hagin utilitzat no canvia el significat".[37] Ha promocionat sovint l'eslògan a les xarxes socials, incloent-hi rebuts monetaris, enquestes, preguntes i memes.[38][39][40][41]
- Craig Cobb, un nacionalista i separatista blanc nord-americà, va crear el lloc web d'intercanvi de vídeos Podblanc i va iniciar un negoci que va batejar amb el nom de les 14 paraules,[42] a més d'intentar iniciar una església amb el nom de Donald Trump que després es va cremar.[43]
- Harold Covington (1953–2018), va ser un líder separatista blanc nord-americà i el fundador de l'organització del Front del Nord-oest, basada en les 14 Paraules.[44][45]
- Nathan Damigo, un supremacista blanc nord-americà, el líder d'Identity Evropa i un antic marine dels EUA, donà suport i promogué l'eslògan amb la seva organització.[46]
- April Gaede, an American white nationalist and neo-Nazi stage mom, whose daughters (Prussian Blue) used to sing for Resistance Records; distributed David Lane's cremated remains in "14 pyramids" in order to symbolize the 14 Words.[47][48][49]
- Matthew Heimbach, an American white supremacist and the founder of the Traditionalist Workers Party, has based a part of his party's platform on the "14 Words" and he has also affirmed them in various speeches, including a speech which he delivered to the Council of Conservative Citizens.[50][51]
- William Daniel Johnson, an American white nationalist, attorney, and the chairman of the American Freedom Party, is an advocate of the 14 word slogan. He has stated that he and his organization "embrace principles that will secure the existence of our people and a future for our children".[13][52] He has claimed that Ron Paul withdrew his endorsement of him for a judgeship in California, after media reported that he was an advocate of the 14 Words.[53]
- David Lane (1938–2007), was an American white supremacist leader and he was also a key member of the terrorist organization The Order. He is credited with creating and popularizing the 14 Words.[54] The ADL have described Lane's slogan as reflecting "the primary white supremacist worldview in the late 20th and early 21st centuries".[55]
- Stephen McNallen, un líder neopagan nord-americà i fundador de l'Assatru Folk Assembly, va citar les 14 paraules textualment[56] a través de la revista National Vanguard declarant: "Els principals mitjans de comunicació, l'establishment de l'esquerra i tots els sospitosos habituals han declarat que això la declaració és "racista". No és racista, no és supremacista blanc, no és fanàtic, no expressa de cap manera hostilitat cap a cap grup racial"[57] i va basar el seu propi eslògan personal "L'existència del meu poble no és negociable" com un simplificat. 14 paraules.[19]
- Tom Metzger, un líder separatista blanc nord-americà i fundador de White Arian Resistance, va promoure els escrits 14 Word de David Lane empresonat; va acusar el govern dels Estats Units d'assassinar Lane després de la seva mort el 2007.[58]
- Jack Posobiec, un teòric de la conspiració de la dreta alternativa nord-americà i un antic oficial d'intel·ligència naval, ha publicat repetidament informació relacionada amb "1488" i, com a resultat, ha estat descrit com un partidari de l'eslògan.[59]
- Billy Roper, un supremacista blanc nord-americà que va mantenir correspondència amb David Lane i va fundar un grup de poder blanc al qual va anomenar "Revolució Blanca" i basat en les 14 Paraules.[60]
- Richard B. Spencer, un supremacista blanc nord-americà i president del National Policy Institute, donà suport a l'eslògan de les 14 paraules.[35]
- Vox Day, un escriptor nord-americà, dissenyador de videojocs i activista de la dreta alternativa, donà suport a les 14 paraules,[36] promovent l'eslògan en els seus Setze punts de l'alt-dreta,[61] que posava la frase "hem d'assegurar l'existència de persones blanques i un futur per als nens blancs" com el punt 14.[62]
- weev, un pirata informàtic nord-americà i un troll d'Internet, ha mostrat el seu suport a l'eslògan, fent referència a "1488" en nombroses transaccions informàtiques,[63] així com discutint més explícitament el tema a les xarxes socials.[64][65]

### Altres nacions
- Faith Goldy, una escriptora i comentarista de dretes canadenc, ha recitat i ha donat suport[66] a les 14 paraules[67][68] dient "No ho veig polèmic... Volem sobreviure". Després de ser prohibida per Patreon per la seva defensa de l'eslògan, Goldy va defensar les seves opinions i va reunir firmes de petició en públic en un document que substituïa "nens blancs" per "nens aborígens", per suposadament demostrar que el lema no era un discurs d'odi.[31]
- Marian Kotleba, polític eslovac i líder de l'extrema dreta Kotleba - Partit Popular El nostre partit polític d'Eslovàquia, ha estat acusat de mostrar suport a l'eslògan,[69] en referència a les 14 paraules fent una donació de 1.488 € a tres famílies.[70][71] Les donacions van ser utilitzades com a prova al tribunal en què va ser declarat culpable de recolzar i propagar simpaties cap a moviments que oprimeixen els drets humans fonamentals i va ser condemnat a quatre anys i quatre mesos de presó.[72] La sentència encara no és vàlida i es pot recórrer.[73]

## Referències relacionades amb el terrorisme i la violència

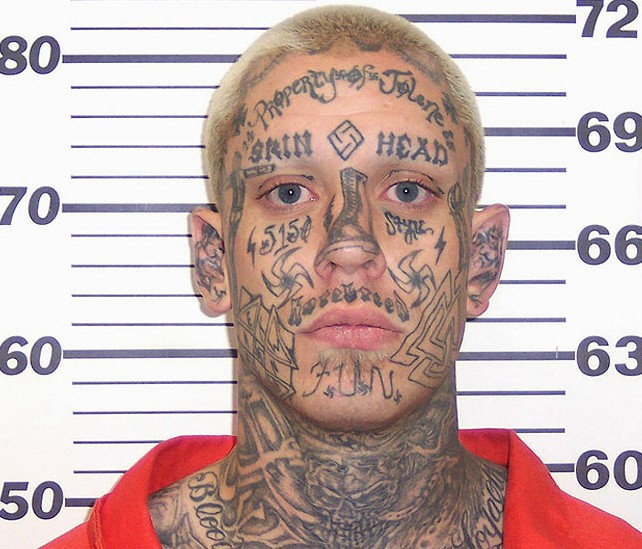
L'assassí de Skinhead Curtis Allgier té tatuatges de "14" i "88"